# Ivo Knezović
Ivo Knezović je hrvatski scenograf i arhitekt.
Rođen je u Imotskom, ali je odrastao u Metkoviću gdje je završio osnovnu i srednju školu (Informatičko usmjerenje). Diplomirao je na Arhitektonskom fakultetu u Zagrebu. 
Djeluje kao kazališni i televizijski scenograf i oblikovatelj svjetla, te kao scenograf rock koncerata i video spotova. 
Član je Udruženja arhitekata hrvatske, HDDU-a i Udruženja slobodnih umjetnika hrvatske. Profesor je Scenografije na Studiju dizajna Tekstilno Tehnološkog Fakulteta u Zagrebu.

## Scenografije u dramskim predstavama
- HNK Mostar
  - M. Krleža "U Agoniji"
- SK Kerempuh Zagreb
  - M. Smoje "Roko i Cicibela"
  - F. Hadžić "Anđeli i vragovi"
  - A. Tomić "Ništa nas ne smije iznenaditi"
  - N. Mitrović "Jebote koliko nas ima!"
  - N.V. Gogolj "Mrtve duše"
- HNK Varaždin
  - O. von Horvath "Don Juan se vraća iz rata"
- Dubrovačke ljetne igre
  - F. Durrenmatt "Posjet stare dame"
  - Eshil "Orestija"
  - T. Zajec "Spašeni"
  - I. Salečić "Glava Lava"
- HNK Split
  - J.B. Moliere "Don Juan"
  - W. Shakespeare "Oluja" - Nagrada Rudolf Bunk
  - H. Bojčev "Pukovnik ptica"
  - A.P. Čehov "Ujak Vanja"
  - M. Begović "Amerikanska jahta u splitskoj luci"
- HNK Šibenik
  - A. Strindberg "Gospođica Julija"
- ZGK Komedija Zagreb
  - I. Kušan "Čaruga"
  - J. Hašek "Dobri vojak Švejk"
  - C. Durang "Terapija! Terapija!"
  - T. Johnson "Diplomac"
  - C. Goldoni "Mala kavana" (La bottega del caffe)
- HNK Osijek
  - D. Špišić "Jug 2"
  - G. Feydeau "Gospodin Lovac"
  - R. Tomas "Osam žena"
  - I. Sajko "Naranča u oblacima"
  - N. Coward "Vedri duh"
- Splitsko ljeto
  - G.G. Marquez "Pukovniku nama tko pisati"
  - T. Stoppard "Rosencrantz i Guidenstern su mrtvi"
- SLG Celje
  - Presnyakov bross. "Terorizam"
  - J. Wilson "Tajne"
- SNG Maribor
  - F.G. Lorca "Krvava svadba"
  - J. Orton "Što je vidio sobar" - Nagrada Zlatni Smijeh
- DK Gavella Zagreb
  - F. Šovagović "Ptičice"
  - M. Matišić "Sinovi umiru prvi"
  - A.P. Čehov "Ivanov"
  - M. Bulgakov "Majstor i Margarita"
  - N. LaBute "Bash"
  - C. McPherson "Brana"
  - M. Krleža "Balade Petrice kerempuha"
  - N.V. Gogolj "Ženidba"
- Zagrebačko Kazalište Mladih
  - S. Kane "Fedrina ljubav"
- TN Luxemburg
  - Euripid "Elektra"
- KULT Varaždin 
  - M. Matišić "Žena bez tijela"
- TS Trieste 
  - F. Paravidino "Mrtva priroda u jarku"
- HNK Zagreb
  - F.G. Lorca "Dom Bernarde Albe"
  - J. O'Neil "Elektri pristaje crnina"
  - M. Krleža "Gospoda Glembajevi" - nominacija za nagradu hrvatskog glumišta
  - T. Zajec "Trebalo bi prošetati psa"
- Prešernovo Gledališče Kranj
  - A. Strindberg "Gospođica Julija"
  - N.V. Gogolj "Revizor"
  - E. Luttmann "San"
- Kazalište Sisak
  - L. Hubner "Pitanje Časti"
- Teatar Grdelin Zagreb
  - I. Mijačika "Poletija grdelin iz žuja"
- KNAP Zagreb
  - B. Đurić "A što ćemo sad?"
- SNG Nova Gorica
  - M. Krleža "Leda"
- SNG Drama Ljubljana
  - M. Gorki "Malograđani"
- Ludens Teatar
  - Buchan/Hitchcock/Barlow "39 Stepenica"
  - D. Špišić "Žene u crvenom"

## Scenografije u predstavama za djecu
- Mala Scena Zagreb
  - T. Cermak "Pozor! Granica"
- Dječje kazalište u Osijeku
  - J. Truhelka "Cvrčak, božji tucak"
- Kazalište Virovitica
  - H. Makela "Gospon Bau Bau"
  - A. De Saint-Exupery "Mali Princ" - nominacija za nagradu hrvatskog glumišta'
- INK Pula
  - H.C. Andersen "Mala Sirena"
  - C. Perrault "Mačak u čizmama"
- Zagrebačko kazalište Lutaka
  - Z. Kiseljak "Hanibal pred vratima"
  - J.M. Barrie "Petar Pan"
- Dječje kazalište Dubrava Zagreb
  - R.Kippling, D.Ruždjak Podolski "Kako je deva dobila grbu"
  - H.C.Andersen, E.Bukvić "Mala sirena"
  - A. Šenoa "Postolar i vrag"
- Kazalište Žarptica Zagreb
  - H.C. Andersen "Sniježna kraljica"
  - Ž. Hercigonja "Princeza Pif"
  - S. Pilić "Totalno sam popubertetio"
  - S. Pilić "Mrvice iz dnevnog boravka"
- Kazalište Trešnja Zagreb
  - B. Ćopić "Ježeva kućica"
  - Grimm "Ivica i Marica"

## Scenografije u glazbenim i opernim predstavama
- Samoborska glazbena jesen
  - I. Stravninsky "Priča o vojniku"
- Zagrebački bienale
  - K. Šipuš "Mlada žena"
- HNK Zagreb
  - G. Puccini "Madam Butterfly"
  - G. Verdi "Traviata"
  - B. Bersa "Oganj" - Nagrada hrvatskog glumišta, Nagrada Ljubo Babić
  - M. Ravel "Djete i čarolije"
  - P. Mascagni "Cavalleria rusticana"
  - R. Leoncavallo "Pagliacci"
  - G. Bizet "Carmen"
- HNK Osijek
  - J. Offenbach "Lijepa Helena" - nominacija za nagradu hrvatskog glumišta
- KD Vatroslava Lisinskog
  - A. Honegger "Ivana Orleanska na lomači"
- HNK Split
  - G. Puccini "Tosca"
  - G. Verdi "Luisa Miller" - nominacija za Nagradu hrvatskog glumišta 
  - P.I. Čajkovski "Evgenij Onjegin"
  - G. Verdi "Macbeth"
- Splitsko ljeto
  - V. Bellini "Norma"
  - G. Verdi "Don Carlos"
- HNK Rijeka
  - G. Puccini "Madam Butterfly"
  - R. Leoncavallo "Pagliacci"
  - J. Offenbach "Pariški život"
- Narodna opera u Sofiji
  - G. Verdi "Bal pod maskama"
- GK Komedija Zagreb
  - J. Strauss "Šišmiš"
  - J. Offenbach "Lijepa Helena"
  - V. Barešić "Opasne veze"
- Narodna opera u Bukureštu
  - G. Verdi "Bal pod maskama"

## Scenografije u mjuziklima
- SK Kerempuh
  - Masteroff/Kander/Ebb "Cabaret"
- GK Komedija
  - A.L. Webber "Jesus Christ Superstar"
  - Ebb/Fosse/Kander "Chicago"
  - McNally/Yazbek "Skidajte se do kraja"
  - John/Rice "Aida"
  - Masteroff/Kander/Ebb "Cabaret" - nominacija za nagradu hrvatskog glumišta
  - Idle/Du Prez "Monty Python's Spamalot" - nominacija za nagradu hrvatskog glumišta
  - A.L. Webber "Jesus Christ Superstar" - Nagrada hrvatskog glumišta
- Theatre of Musical Comedy Sankt-Peterburg
  - Ebb/Fosse/Kander "Chicago"

## Scenografije za TV / Film
- Pola ure kulture - HRT
- U vrtić, u vrtić - HRT
- Trenutak spoznaje - HRT
- Nedjeljom u 2 - HRT
- Forum - HRT
- "Počivali u miru" - TV serija / HRT
- "F20" - film
- "Uspjeh" - TV serija / HBO
- "Medical police" - TV serija / NETFILX
- "Blago nama" - TV serija / RTL
- "Područje bez signala" - TV serija / HRT
- "Slavonska trilogija: Šutnja" - TV serija / HRT

## Vanjske poveznice
- Službena stranica  Arhivirana inačica izvorne stranice od 11. veljače 2015. (Wayback Machine)
- Diplomanti arhitekture  Arhivirana inačica izvorne stranice od 7. lipnja 2007. (Wayback Machine)
- Ivo Knezović na stranicima HNK Zagreb  Arhivirana inačica izvorne stranice od 11. veljače 2006. (Wayback Machine)